# Mustalahti (Tampere)
Pour les articles homonymes, voir Mustalahti.
Mustalahti est une baie du lac Näsijärvi située dans le quartier de Särkänniemi à Tampere en Finlande.

## Présentation

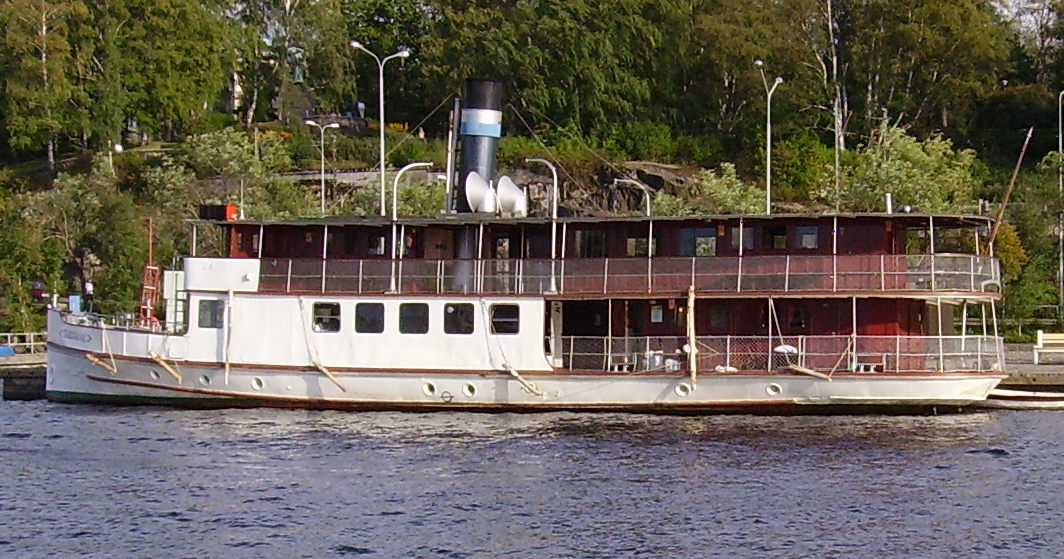
Le SS Tarjanne à Tampere.

La baie Mustalahti est à côté du parc de Särkänniemi.
Le port de Mustalahti est créé dans les années 1830.
Il était alors un port important pour le transport de passagers et marchandises.
Aujourd'hui, le port de Mustalahti est une composante du port de Tampere.
Des bateaux de croisière partent de Mustalahti comme le SS Tarjanne (fi) qui navigue de Tampere à Virrat en pacourant la Voie du poète.
Le port de Mustanlahti assure aussi des services aux bateaux de plaisance et y organise des événements estivaux.